# Mycoclelandia bulundari
Mycoclelandia bulundari är en svampart som först beskrevs av G.W. Beaton, och fick sitt nu gällande namn av Trappe & G.W. Beaton 1984. Mycoclelandia bulundari ingår i släktet Mycoclelandia och familjen Pezizaceae.   Inga underarter finns listade i Catalogue of Life.